# Tachibana Muneshige
Tachibana Muneshige (立花宗茂?   1567-1642) fue un samurái y daimyō del período Sengoku al periodo Edo en la historia de Japón. Muneshige fue hijo de Takahashi Shigetane.
Después de derrotar al clan Shimazu en 1587, recibió un feudo valuado en 132.000 koku, convirtiéndose de esta forma en daimyō. Posteriormente bajo las órdenes de Toyotomi Hideyoshi participó durante las invasiones japonesas a Corea, donde formó parte de la sexta división comandada por Kobayakawa Takakage.
Después de la muerte de Hideyoshi, Muneshige se alió con Ishida Mitsunari, quien se opuso a Tokugawa Ieyasu durante la Batalla de Sekigahara en el año 1600. Después de la derrota su feudo le fue confiscado aunque en 1611 recibió otro feudo valuado en tan solo 20.000 koku.
Posteriormente participó durante la Rebelión Shimabara auxiliando al shogunato Tokugawa y falleció finalmente en 1642.